# 베스트 키드: 레전드
"베스트 키드: 레전드"(영어: Karate Kid: Legends)는 2025년 개봉한 미국의 무예 드라마 영화이다. 조너선 엔트위슬의 감독 데뷔작이며, 영화 《베스트 키드》의 여섯 번째 작품이다.